# Seven de la República 2014 (torneo femenino)
El torneo femenino del Seven de la República 2014 (también denominado Torneo Sudamericano de Seven Femenino) fue el tercer torneo de rugby 7 para selecciones mayores absolutas de Sudamérica en formar parte del Seven de la República 2014, el tradicional torneo de fin de temporada organizado por la Unión Argentina de Rugby y la Unión Entrerriana de Rugby y jugado en la ciudad de Paraná, Entre Ríos. Se llevó a cabo el 6 y 7 de diciembre de 2014 en El Plumazo y La Tortuguita, sedes del Club Atlético Estudiantes y el Paraná Rowing Club, respectivamente.
El torneo se volvió a disputar bajo el sistema de todos contra todos a una sola ronda, la victoria otorgando 2 puntos, el empate 1 y la derrota 0 puntos. El seleccionado argentino se quedó con el campeonato de forma invicta por tercer año consecutivo, ganando todos sus encuentros, marcando 132 puntos y recibiendo solamente cinco en contra.

## Equipos participantes
Participaron las selecciones nacionales de cinco uniones nacionales de Sudamérica:
- Argentina
- Chile
- Paraguay
- Perú
- Uruguay

## Partidos
| Pos. | Equipos   | Partidos | Partidos | Partidos | Tantos | Tantos | Tantos | Pts. |
| Pos. | Equipos   | G        | E        | P        | PF     | PC     | DP     | Pts. |
| ---- | --------- | -------- | -------- | -------- | ------ | ------ | ------ | ---- |
| 1.°  | Argentina | 4        | 0        | 0        | 132    | 5      | +127   | 8    |
| 2.°  | Uruguay   | 3        | 0        | 1        | 65     | 41     | +24    | 6    |
| 3.°  | Paraguay  | 1        | 0        | 3        | 29     | 58     | -29    | 2    |
| 4.°  | Chile     | 1        | 0        | 3        | 17     | 58     | -41    | 2    |
| 5.°  | Perú      | 1        | 0        | 3        | 20     | 101    | -81    | 2    |

| 6 de diciembre | Argentina | 26 - 0  | Paraguay | CA Estudiantes, Paraná |  |
|                |           | Reporte |          |                        |  |

| 6 de diciembre | Chile | 7 - 10  | Perú | CA Estudiantes, Paraná |  |
|                |       | Reporte |      |                        |  |

| 6 de diciembre | Chile | 0 - 17  | Uruguay | CA Estudiantes, Paraná |  |
|                |       | Reporte |         |                        |  |

| 6 de diciembre | Argentina | 46 - 0  | Perú | CA Estudiantes, Paraná |  |
|                |           | Reporte |      |                        |  |

| 6 de diciembre | Paraguay | 7 - 17  | Uruguay | CA Estudiantes, Paraná |  |
|                |          | Reporte |         |                        |  |

| 7 de diciembre | Uruguay | 26 - 5  | Perú | Paraná Rowing Club, Paraná |  |
|                |         | Reporte |      |                            |  |

| 7 de diciembre | Paraguay | 0 - 10  | Chile | CA Estudiantes, Paraná |  |
|                |          | Reporte |       |                        |  |

| 7 de diciembre | Argentina | 31 - 0  | Chile | Paraná Rowing Club, Paraná |  |
|                |           | Reporte |       |                            |  |

| 7 de diciembre | Perú | 5 - 22  | Paraguay | CA Estudiantes, Paraná |  |
|                |      | Reporte |          |                        |  |

| 7 de diciembre | Argentina | 29 - 5  | Uruguay | CA Estudiantes, Paraná |  |
|                |           | Reporte |         |                        |  |

| Bandera de Argentina |
| Argentina Campeón    |
| Tercer título        |